# Selenocheir directa
Selenocheir directa är en mångfotingart som beskrevs av Shelley 1994. Selenocheir directa ingår i släktet Selenocheir och familjen Xystodesmidae. Inga underarter finns listade i Catalogue of Life.